# Bahnstrecke Plaue–Themar
| | |                                           |                                           |
| Streckennummer: | 6694 (Plaue–Rennsteig) 6708 (Rennsteig–Themar) |                                           |                                           |
| Kursbuchstrecke (DB): | 566 |                                           |                                           |
| Kursbuchstrecke: | 164 (1934) |                                           |                                           |
| Streckenlänge: | 62 km |                                           |                                           |
| Spurweite: | 1435 mm (Normalspur) |                                           |                                           |
| Maximale Neigung: | 61,2 ‰ |                                           |                                           |
| Zahnstangensystem: | Abt (2 Lamellen) |                                           |                                           |
| Streckengeschwindigkeit: | Steilstreckenabschnitte: Bergfahrt: 40 km/h Talfahrt: Reisezüge, einzeln fahrende Triebfahrzeuge: 30 km/h Güterzüge: 25 km/h Nebenfahrzeuge: 20 km/h |                                           |                                           |
| | |                                           |                                           |
| \| \| \| von Neudietendorf \| \| \| \| 0,00 \| Plaue (Thür) \| 331 m \| \| \| \| nach Ritschenhausen \| \| \| \| \| Viadukt Angelroda (100 m) \| \| \| \| 7,35 \| Martinroda \| 430 m \| \| \| \| Bundesautobahn 71 (Talbrücke Reichenbach) \| \| \| \| 10,32 \| Geraberg \| 473 m \| \| \| 12,06 \| Elgersburg \| 495 m \| \| \| 15,00 \| Ilmenau-Roda \| 513 m \| \| \| 16,75 \| Ilmenau Pörlitzer Höhe (seit 1995) \| 492 m \| \| \| \| Anschluss Porzellanwerk (2 km; 1973–1991) \| \| \| \| 19,18 \| Ilmenau \| 478 m \| \| \| \| nach Großbreitenbach \| \| \| \| \| DB InfraGo / Rennsteigbahn \| \| \| \| 20,45 \| Ilmenau Bad \| 485,8 m \| \| \| 23,83 \| Manebach \| 520,1 m \| \| \| \| Meyersgrund (bis 1920) \| \| \| \| 28,98 \| Stützerbach \| 591,9 m \| \| \| 30,81 \| Beginn Zahnstange (bis 1927) \| Beginn Zahnstange (bis 1927) \| \| \| 32,93 \| Ende Zahnstange (bis 1927) \| Ende Zahnstange (bis 1927) \| \| \| 33,38 \| Rennsteig nach Frauenwald \| 747,7 m \| \| \| 33,93 \| Beginn Zahnstange (bis 1927) \| Beginn Zahnstange (bis 1927) \| \| \| 35,13 \| Ende Zahnstange (bis 1927) \| Ende Zahnstange (bis 1927) \| \| \| 35,27 \| Schmiedefeld am Rennsteig \| 681,6 m \| \| \| 35,76 \| Beginn Zahnstange (bis 1927) \| Beginn Zahnstange (bis 1927) \| \| \| 36,94 \| Ende Zahnstange (bis 1927) \| Ende Zahnstange (bis 1927) \| \| \| 37,88 \| Beginn Zahnstange (bis 1927) \| Beginn Zahnstange (bis 1927) \| \| \| 38,93 \| Ende Zahnstange (bis 1927) \| Ende Zahnstange (bis 1927) \| \| \| 39,00 \| Thomasmühle \| 551,6 m \| \| \| 42,92 \| Schleusinger Neundorf \| 467,2 m \| \| \| 47,25 \| Hinternah \| 411,5 m \| \| \| \| A 73 \| \| \| \| 49,00 \| Schleusingen Ost \| 418,2 m \| \| \| 49,24 \| Beginn Zahnstange (bis 1927) \| Beginn Zahnstange (bis 1927) \| \| \| 49,99 \| Ende Zahnstange (bis 1927) \| Ende Zahnstange (bis 1927) \| \| \| \| von Suhl \| \| \| \| 50,98 \| Schleusingen \| 371,6 m \| \| \| 53,08 \| Rappelsdorf \| Rappelsdorf \| \| \| 57,26 \| Zollbrück (Thür) \| Zollbrück (Thür) \| \| \| 59,17 \| Kloster Veßra \| Kloster Veßra \| \| \| \| Rennsteigbahn / DB InfraGo \| \| \| \| \| von Lichtenfels \| \| \| \| 61,97 \| Themar \| Themar \| \| \| \| nach Eisenach \| \| \| \| \| \| \| \| Quellen: [1] \| \| \| \| | |                                           |                                           |
| Strecke | | von Neudietendorf                         | von Neudietendorf                         |
| Bahnhof | 0,00 | Plaue (Thür)                              | 331 m                                     |
| Abzweig geradeaus und nach rechts | | nach Ritschenhausen                       | nach Ritschenhausen                       |
| Brücke | | Viadukt Angelroda (100 m)                 | Viadukt Angelroda (100 m)                 |
| Haltepunkt / Haltestelle | 7,35 | Martinroda                                | 430 m                                     |
| Strecke mit Straßenbrücke | | Bundesautobahn 71 (Talbrücke Reichenbach) | Bundesautobahn 71 (Talbrücke Reichenbach) |
| Haltepunkt / Haltestelle | 10,32 | Geraberg                                  | 473 m                                     |
| Bahnhof | 12,06 | Elgersburg                                | 495 m                                     |
| Haltepunkt / Haltestelle | 15,00 | Ilmenau-Roda                              | 513 m                                     |
| Haltepunkt / Haltestelle | 16,75 | Ilmenau Pörlitzer Höhe (seit 1995)        | 492 m                                     |
| Abzweig geradeaus und ehemals von links | | Anschluss Porzellanwerk (2 km; 1973–1991) | Anschluss Porzellanwerk (2 km; 1973–1991) |
| Bahnhof | 19,18 | Ilmenau                                   | 478 m                                     |
| Abzweig geradeaus und ehemals nach links | | nach Großbreitenbach                      | nach Großbreitenbach                      |
| Wechsel des Eisenbahninfrastrukturunternehmens | | DB InfraGo / Rennsteigbahn                | DB InfraGo / Rennsteigbahn                |
| Haltepunkt / Haltestelle | 20,45 | Ilmenau Bad                               | 485,8 m                                   |
| Bahnhof | 23,83 | Manebach                                  | 520,1 m                                   |
| ehemaliger Haltepunkt / Haltestelle | | Meyersgrund (bis 1920)                    | Meyersgrund (bis 1920)                    |
| Bahnhof | 28,98 | Stützerbach                               | 591,9 m                                   |
| | 30,81 | Beginn Zahnstange (bis 1927)              | Beginn Zahnstange (bis 1927)              |
| | 32,93 | Ende Zahnstange (bis 1927)                | Ende Zahnstange (bis 1927)                |
| Abzweig nach links und von links · Kopfbahnhof Strecke ab hier außer Betrieb und quer | 33,38 | Rennsteig nach Frauenwald                 | 747,7 m                                   |
| | 33,93 | Beginn Zahnstange (bis 1927)              | Beginn Zahnstange (bis 1927)              |
| | 35,13 | Ende Zahnstange (bis 1927)                | Ende Zahnstange (bis 1927)                |
| Bahnhof | 35,27 | Schmiedefeld am Rennsteig                 | 681,6 m                                   |
| | 35,76 | Beginn Zahnstange (bis 1927)              | Beginn Zahnstange (bis 1927)              |
| | 36,94 | Ende Zahnstange (bis 1927)                | Ende Zahnstange (bis 1927)                |
| | 37,88 | Beginn Zahnstange (bis 1927)              | Beginn Zahnstange (bis 1927)              |
| | 38,93 | Ende Zahnstange (bis 1927)                | Ende Zahnstange (bis 1927)                |
| Haltepunkt / Haltestelle | 39,00 | Thomasmühle                               | 551,6 m                                   |
| Bahnhof | 42,92 | Schleusinger Neundorf                     | 467,2 m                                   |
| Bahnhof | 47,25 | Hinternah                                 | 411,5 m                                   |
| Strecke mit Straßenbrücke | | A 73                                      | A 73                                      |
| Haltepunkt / Haltestelle | 49,00 | Schleusingen Ost                          | 418,2 m                                   |
| | 49,24 | Beginn Zahnstange (bis 1927)              | Beginn Zahnstange (bis 1927)              |
| | 49,99 | Ende Zahnstange (bis 1927)                | Ende Zahnstange (bis 1927)                |
| Abzweig geradeaus und von rechts | | von Suhl                                  | von Suhl                                  |
| Bahnhof | 50,98 | Schleusingen                              | 371,6 m                                   |
| Haltepunkt / Haltestelle | 53,08 | Rappelsdorf                               | Rappelsdorf                               |
| ehemaliger Haltepunkt / Haltestelle | 57,26 | Zollbrück (Thür)                          | Zollbrück (Thür)                          |
| Haltepunkt / Haltestelle | 59,17 | Kloster Veßra                             | Kloster Veßra                             |
| Wechsel des Eisenbahninfrastrukturunternehmens | | Rennsteigbahn / DB InfraGo                | Rennsteigbahn / DB InfraGo                |
| Abzweig geradeaus und von links | | von Lichtenfels                           | von Lichtenfels                           |
| Bahnhof | 61,97 | Themar                                    | Themar                                    |
| Strecke | | nach Eisenach                             | nach Eisenach                             |
| | |                                           |                                           |
| Quellen: | |                                           |                                           |

Die Bahnstrecke Plaue–Themar ist eine Nebenbahn in Thüringen. Sie zweigt in Plaue von der Bahnstrecke Neudietendorf–Ritschenhausen ab und führt über den Kamm des Thüringer Waldes über Ilmenau und Schleusingen nach Themar, wo sie in die Bahnstrecke Eisenach–Lichtenfels einmündet. Der Abschnitt Stützerbach–Schleusingerneundorf war als erste preußische Eisenbahn mit einer Zahnstange System Abt ausgerüstet, um die enorme Neigung sicher befahren zu können.
Der Abschnitt von Plaue bis zum Bahnhof Rennsteig wird heute im Reiseverkehr von der Süd-Thüringen-Bahn bedient, und zwar von Plaue bis Ilmenau täglich im Stundentakt (wochentags mit einigen zusätzlichen Expresszügen), ab Ilmenau bis Rennsteig nur am Samstagen, Sonn- und Feiertagen im Zweistundentakt. Außerdem verkehren gelegentlich Museumszüge. Auf dem Südteil gibt es bisweilen Güterverkehr.

## Plaue–Ilmenau

### Streckenverlauf

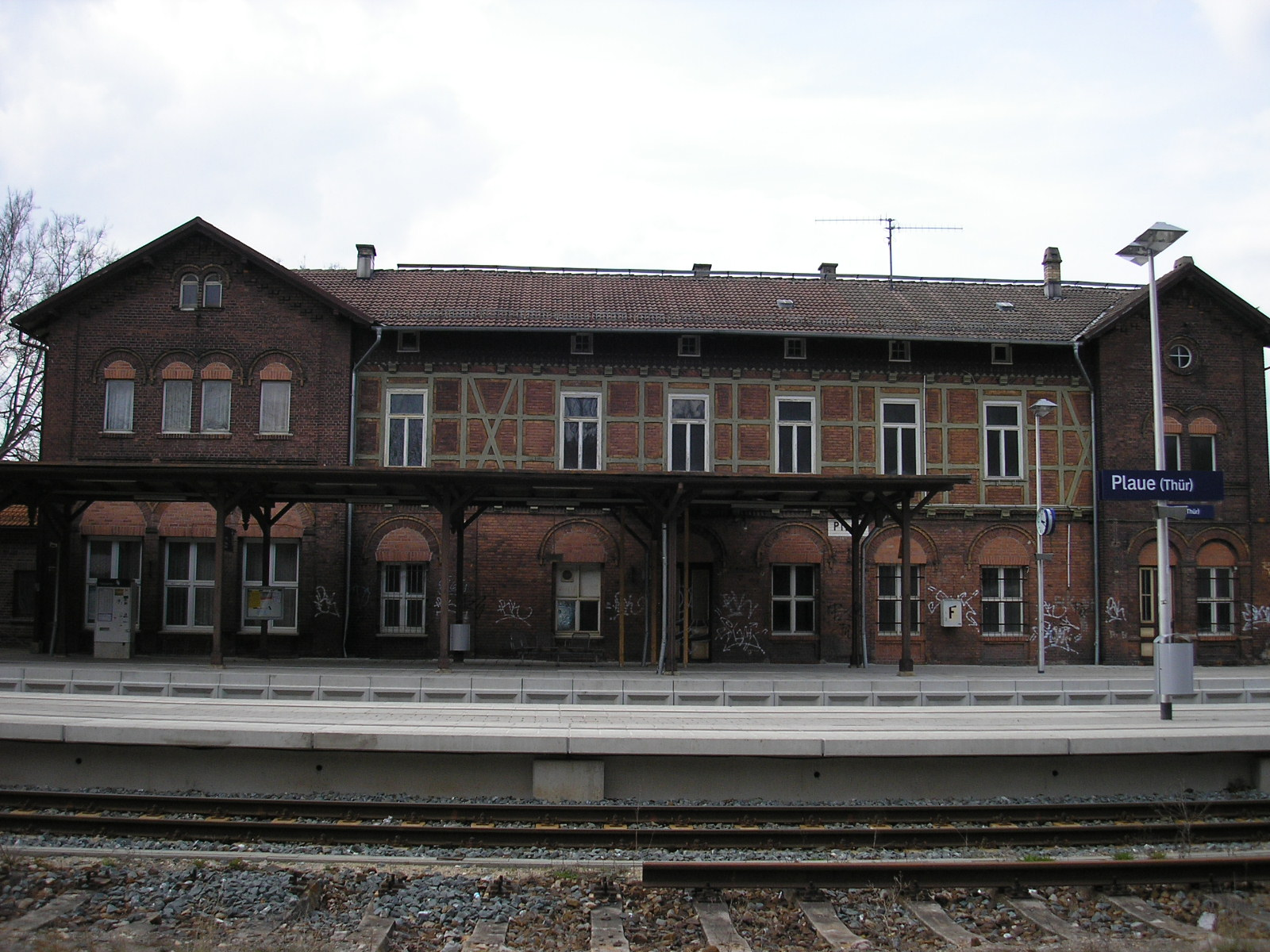
Bahnhof Plaue, Ausgangspunkt der Strecke

Die heutige Nebenstrecke zweigt am Bahnhof Plaue von der Bahnstrecke Erfurt–Schweinfurt ab. Auf dem 10 km langen Abschnitt bis Geraberg müssen 200 Höhenmeter überwunden werden. Die Streckenführung wurde hier nicht im günstiger gelegenen Reichenbachtal gewählt, sondern am Hang entlang im Tal der Zahmen Gera. Die Gründe sind historischer Natur (siehe Abschnitt Geschichte). Hier befinden sich zahlreiche Felsdurchbrüche, da das Gelände sehr unwegsam ist. Die Strecke steigt am Westhang des Tales steil an und erreicht in Angelroda eine Höhe von ca. 30 m über dem Tal. In diesem Ort wird das Tal von einem Viadukt überspannt, auf das ein 20 m tiefer Durchbruch folgt. Hier wechselt die Strecke vom Geratal zum Reichenbachtal. Weiter führt sie durch relativ flaches Terrain am Ort Martinroda vorbei, welcher auch einen Haltepunkt besitzt, der jedoch ca. 2 km vom Ort entfernt liegt. Der nächste Ort an der Strecke ist Geraberg. Der Streckenverlauf wechselt erneut vom Reichenbachtal zum Geratal. Die Strecke führt oberhalb des Ortes um den Berg Mönchsheide zum Bahnhof Elgersburg. Im Dorf befindet sich ein ca. 12 m tiefer Durchbruch, durch den die Strecke ein weiteres Mal vom Geratal zum Reichenbachtal wechselt. Hier führt sie relativ eben am Waldrand in südöstlicher Richtung nach Ilmenau-Roda. Dort ist bei 515 Höhenmetern der Scheitelpunkt des Streckenabschnitts erreicht. Danach führt sie in weitem Bogen, vorbei am Haltepunkt Ilmenau Pörlitzer Höhe (1995 neu eingerichtet) durch die Stadt Ilmenau hinunter ins Ilmtal, wo sich der Ilmenauer Bahnhof auf 477 Höhenmetern befindet.

### Geschichte

#### Vorgeschichte und Bau

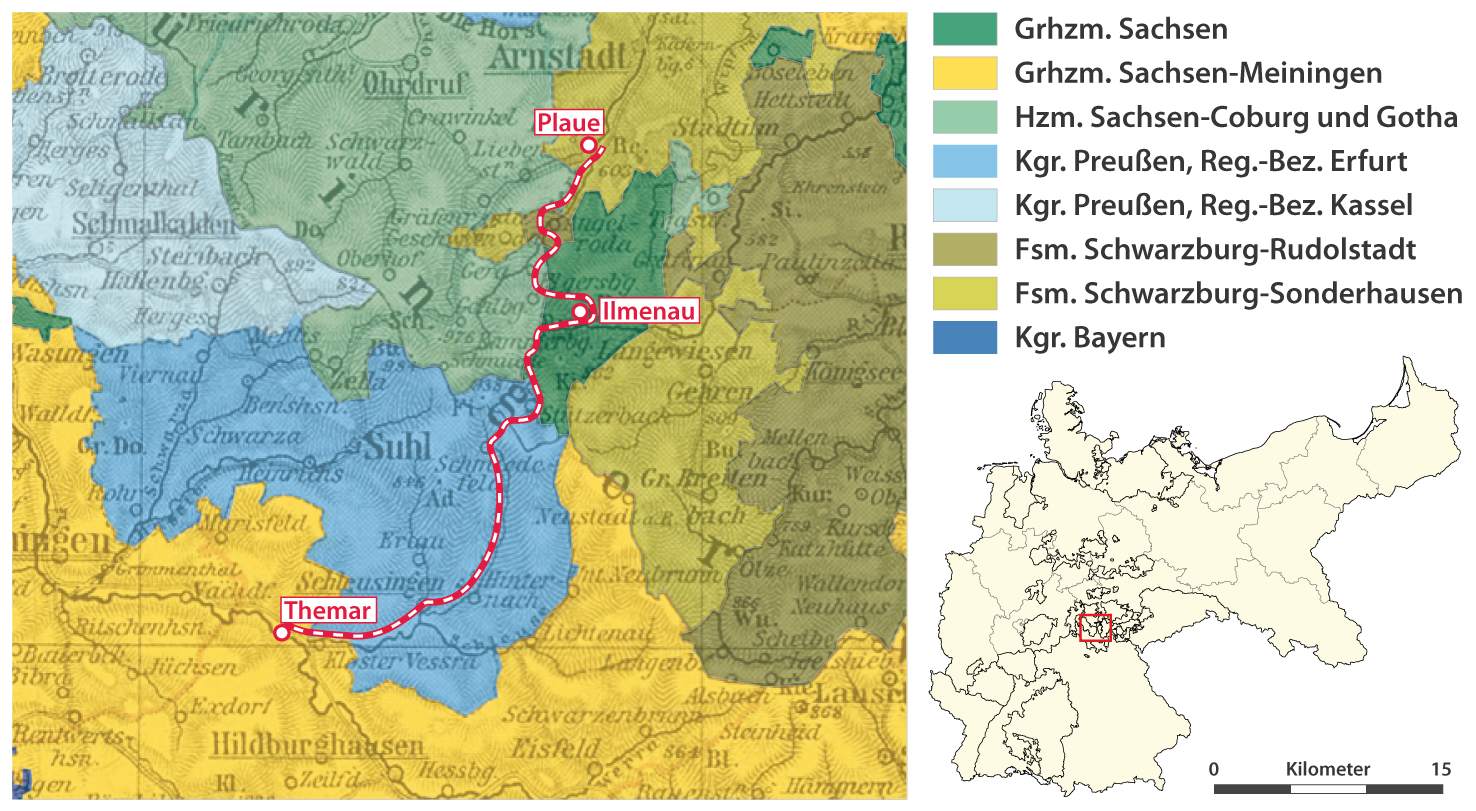
Verlauf durch die Thüringer Staaten (bis 1920)

Als die Arnstädter mit der Bahnstrecke Neudietendorf–Arnstadt ihre Bahn erhielten, wurde auch in Ilmenau der Ruf nach der Eisenbahn immer lauter. Die Bestrebungen scheiterten vorerst an der politischen Zersplitterung Thüringens. Auf der angedachten Trasse zwischen Arnstadt und Ilmenau mussten die Herrscher von vier Thüringer Kleinstaaten um Zustimmung gebeten werden. Diese hatten wenig Interesse der Wirtschaft in ihren Hauptstädten entlang der Querbahn Leipzig–Weimar–Erfurt–Gotha–Eisenach Konkurrenz zu machen. Auf der anderen Seite standen die Verkehrsplaner, die bereits weitere Pläne schmiedeten, wie eine Verbindung Ilmenau–Suhl, die zur Strecke Berlin–Stuttgart gehört hätte und eine Verbindung Ilmenau–Saalfeld. Insbesondere Preußen drängte auf eine leistungsfähige Anbindung Suhls (Suhl und Erfurt gehörten zu Preußen) an das nördliche Thüringer Vorland und einem leistungsfähigen Zugang zur in Suhl befindlichen Waffenindustrie. Ein von den Projektanten bereits in der frühen Planungsphase vorgesehener späterer Weiterbau der Strecke über Stützerbach nach Suhl kam nicht zur Ausführung, da keine Einigung zwischen den von der Trasse berührten Thüringer Kleinstaaten zustande kam und die Baukosten zu hoch ausfielen. Bei dieser Variante wäre unter dem Kamm des Thüringer Waldes ein etwa 2000 m langer Tunnel im Bereich der Schmücke/Großer Finsterberg zu bauen gewesen.
Als 1876 die Thüringische Eisenbahn-Gesellschaft die Strecke von Arnstadt bis Ilmenau weiterführen wollte, mussten schwierige Verhandlungen mit den verschiedenen Staatsvertretern geführt werden. Den größten Widerstand bot der Herzog von Sachsen-Coburg und Gotha Ernst II. Der Thüringischen Eisenbahn-Gesellschaft war bekannt, dass der Herzog gerne in Elgersburg zur Erholung verweilte und man wollte ihm mit einer ursprünglich dem Tal der Zahmen Gera folgenden Streckenführung entgegenkommen und über Geschwenda, Arlesberg (der Ort fusionierte später mit dem mittelthüringischen Gera zum heutigen Geraberg) Elgersburg erreichen. Diese Planung scheiterte am anfänglichen Widerstand des Herzogs, der eine eigene Strecke von Ohrdruf nach Elgersburg bauen wollte, welche nur über sein Hoheitsgebiet verlaufen wäre, aber auch an massiven Protesten Geschwendaer Bürger gegen die Bahn. Die Bürger befürchteten, dass ständige Kesselexplosionen das Land verwüsten, der Rauch der Loks die Luft verpesten, das Gras bitter machen und die Kühe beim Anblick der Ungetüme nur noch sauere Milch geben würden – gängige Vorurteile in der damaligen Zeit, mit denen sich z. B. auch George Stephenson schon in England herumschlagen musste. Die infolgedessen geplante komplette Trassierung im Reichenbachtal über Martinroda wurde dort sehr begrüßt und Martinroda stellte kostenlos jede gewünschte Trasse zur Verfügung. Diese Streckenführung scheiterte aber am nun neuerlichen Veto des Gothaer Herzogs. Da sich seine Wunschstrecke von Ohrdruf nach Elgersburg als viel zu teuer herausstellte, musste er dieses Vorhaben aufgeben und wollte nun einen Bahnhof in Elgersburg an der Strecke Arnstadt–Ilmenau. Seine Zustimmung für das Projekt wurde aber auch deshalb gebraucht, weil man sein Hoheitsgebiet im Abschnitt Arnstadt–Plaue befahren musste. Die alleinige Trassierung ab Plaue im Reichenbachtal hätte Elgersburg nicht mehr berührt, wäre aber dafür um vieles billiger gewesen. Jedoch war man von der Zustimmung des Herzogs abhängig und erfüllte deshalb seinen Wunsch auf einen großen und repräsentativen Bahnhof in Elgersburg, in dem permanent zusätzliche Gleise für die Bereitstellung seiner Sonderzüge zur Verfügung stehen mussten.

Der Viadukt in Angelroda (vor dem Umbau)

Die nun erforderliche Trassierung mit den aufwändigen und teuren Kunstbauten in Angelroda wurde nun nötig, um doch noch die Zusicherung gegenüber Martinroda erfüllen zu können, auch wenn der Bahnhof von Martinroda nun nicht mehr im Ort, sondern 2 km entfernt davon gebaut werden musste. Mit der neuen aufwändigen Trassierung wurde auch vermieden, das Gebiet der Gemeinde Geschwenda, deren Bürger vehement gegen einen Bahnbau waren, zu berühren. Martinroda und Geraberg (damals noch Gera genannt) stellten wie zugesagt alle Grundstücke der Trasse faktisch kostenlos bereit. Durch die neue Trassierung erhielt Geraberg nun auch einen Bahnhof. Dieser ist zwar nur ca. 1,1 km Luftlinie vom Bahnhof in Elgersburg entfernt, mit ihm auch durch eine direkte Straße verbunden, bahntechnisch war die Verbindung aber schwierig, ist 1,7 km lang und bedurfte eines aufwändigen, tiefen Felseinschnitts. In Angelroda war man von dem nun notwendigen 26 m hohen Damm am Ortsrand alles andere als begeistert, da man befürchtete nun weniger von der „guten Luft“, welche in Fallwinden vom Thüringer Wald herunter kam, abbekommen würde. Man wollte deshalb eine möglichst ortsferne Brücke. Diese hätte das auf nunmehr 4.140.000 M veranschlagte Projekt um weitere 27.000 M teurer gemacht, Mittel, welche die Thüringische Eisenbahn-Gesellschaft zugunsten der Angelrodaer Waldbauern nicht aufbringen wollte. Das kleine Dorf Angelroda besaß selber nicht die nötigen finanziellen Mittel für die Verlegung der Strecke, welche dem Erbauer doch nur einen Bruchteil der Kosten verursacht hätte, die allein für die Sonderwünsche des Gothaer Herzogs ausgegeben wurden.
Das Fürstentum Schwarzburg-Rudolstadt wollte unbedingt eine Weiterführung der Strecke nach Gehren und weiter nach Schwarzburg, Rudolstadt und Saalfeld. Dort hätte Anschluss an die 1871 eröffnete Strecke Gera–Saalfeld–Eichicht bestanden. Die Baugenehmigung für die Strecke Arnstadt–Ilmenau wurde deshalb nur unter der Maßgabe erteilt, dass binnen 10 Jahren diese Anschlussstrecke zu bauen ist und die gesamte Trasse für zweigleisigen Betrieb zumindest vorgerüstet wird. Diese Forderung führte dazu, dass alle Viadukte, Bergeinschnitte und Brücken deutlich größer gebaut werden mussten, als es ursprünglich geplant war. Alle Steinbrücken und auch der 825 m lange und bis zu 8,5 m hohe Damm hinter Plaue in Richtung Ilmenau quer durch das Tal der Zahmen Gera (in Plaue wird das Tal „Sand“ genannt) wurden für die spätere Verlegung eines zweiten Gleises ausgelegt, bei den Stahlbrücken wie dem Viadukt über Angelroda wurden aber nur die steinernen Widerlager für zwei Gleise vorbereitet, die stählernen Überbauten und Pfeiler hingegen nur eingleisig ausgeführt. Ein zweigleisiger Ausbau der Strecke erfolgte später nur zwischen Arnstadt und Plaue im Zuge des Baus der Hauptstrecke von Plaue über Oberhof und Suhl nach Würzburg und Stuttgart.
Im Ergebnis der zähen Verhandlungen konnte die Thüringische Eisenbahn-Gesellschaft mit allen vier betroffenen Thüringer Fürstentümern Verträge abschließen. Die Unterzeichnung erfolgte mit Sachsen-Weimar-Eisenach am 16. April 1877, mit Sachsen-Coburg und Gotha sowie Schwarzburg-Rudolstadt am 6. Juni 1877 und mit Schwarzburg-Sondershausen am 27. Juni 1877. Im Winter 1877/78 begann der Holzeinschlag, der erste Spatenstich erfolgte am 23. April 1878 am Kleinen Spiegelsberg zwischen Roda und Elgersburg. Der Bau war in zwei Abschnitte (Arnstadt–Angelroda und Angelroda–Ilmenau) eingeteilt und er erfolgte zeitgleich in allen Bauabschnitten. Durchschnittlich waren in jedem Abschnitt 300 Arbeiter tätig. Unter ihnen waren sehr viele Arbeiter aus Italien, Kroatien, Polen und Tirol. Der Verdienst betrug im Sommer 3,50 M bis 4,50 M pro Tag, im Winter wegen der kürzeren Tage 2,25 M bis 3,25 M pro Tag. Tagelöhner erhielten 2,25 M pro Tag. Während der Bauarbeiten kamen fünf Arbeiter bei Arbeitsunfällen zu Tode, weiterhin gab es fünf Schwer- und elf Leichtverletzte. Im Wesentlichen wurde die Strecke in Handarbeit erbaut, ab Arnstadt kam eine Feldbahn zum Einsatz.
Die herausragendsten Leistungen waren der bis zu 26 m tiefe Felseinschnitt bei der Zufahrt durch den Berg auf die Brücke in Angelroda und die Erdbewegungen für den 825 m langen und bis zu 8,5 m hohen Damm bei Plaue. Für diesen Damm wurden 90.000 m³ Gestein unterhalb und 150.000 m³ oberhalb der Strecke aus dem Fels gebrochen. Hierbei kam eine Standseilbahn zum Einsatz, welche auf einem zuvor errichteten und den späteren Bahndamm markierenden Holzgerüst fuhr, von dem aus das Gestein für den Damm heruntergeschüttet wurde. Das Holzgerüst verblieb später im fertigen Damm. Fast auf der gesamten Strecke musste der Boden mit Sprengladungen gelockert werden. Dabei kamen 2.950 kg Dynamit, 8.810 kg Schwarzpulver und 115.000 Zündhütchen in ca. 10.000 Bohrlöchern zum Einsatz.
Die Strecke hat ab Plaue Steigungen von 1:50 bis 1:70 und stellt mit ihren Radien von teilweise nur 300 m eine echte Gebirgsstrecke dar. Die größte Bruchsteinbrücke der Strecke ist die Marienbrücke bei Plaue. Deren beide Abstützungen zum Bahndamm hin wurden für eine zweigleisige Brücke ausgeführt, die Brücke selber aber nur für ein Gleis. Sie überspannt am Kilometer 15,9 die ehemalige B4. Die größte Brücke der Strecke überhaupt ist das im Bogen liegende Viadukt in Angelroda. Es ist 26,5 m hoch, 100,4 m lang und besteht aus drei Feldern. Für die Brücke wurden 253 t Stahl verarbeitet. Errichtet wurde sie in einer damals sehr innovativen Methode über Hilfsgerüste als eingeschobene Brücke. Die einzelnen Glieder der Brücke wurden dazu auf den Vorsprüngen des Viadukts montiert und über Seilzüge in Richtung Brückenpfeiler verschoben. Die Lage der gesamten Brücke in einem engen Gleisbogen erschwerte diesen Brückenbau und stellte auch für die Konstrukteure eine Herausforderung dar. Ein Kuriosum ist auch die Ausführung der Stützmauern an den Endlagern der Brückenpfeiler. Hier wurden die Stützwände nicht geneigt, wie das sonst allgemein üblich ist, sondern treppenförmig gemauert. Warum hier auf die größere und sich selbst verstärkende Stabilität der Stützmauer durch eine Neigung verzichtet wurde, ist bisher unbekannt. Die ursprünglichen stählernen Gitterkonstruktionen der beiden Pfeiler wurden 1905 zur Erhöhung der Tragfähigkeit in Beton eingegossen. Im Gegensatz zu den Stahlpfeilern wurden die nunmehrigen Betonbrückenpfeiler wieder zur Aufnahme der nie eingebauten Überbauten für das zweite Gleis ausgelegt. Auf den neuen breiteren Pfeilern wurde parallel zum bisherigen Brückenzug ein neuer, trägfähigerer gebaut, die Gleise auf diesen verschwenkt und die alten Überbauten mit Ausnahme der eingegossenen alten Brückenpfeiler abgebrochen. Seitdem ist die östliche Pfeilerseite unbebaut. Die Mauerwerksstruktur der Brückenpfeiler täuscht und hat nur optischen Charakter. Tatsächlich sind die Pfeiler nicht gemauert, sondern ein massiver Betonguss.

#### Spätere Entwicklung
Am 6. August 1879 konnte die Strecke Arnstadt–Ilmenau eröffnet werden.
Die beim Streckenbau geplante Weiterführung der Bahn von Ilmenau nach Gehren ging am 13. November 1881 in Betrieb. Der geplante Weiterbau nach Königsee und Saalfeld unterblieb jedoch, auch die zeitweilig geplante Weiterführung nach Stadtilm und Weimar durch das Ilmtal wurde nicht gebaut. Königsee wurde 1899 von Rudolstadt aus mit der Schwarzatalbahn erreicht, der Lückenschluss nach Gehren von nur 8 km durch geologisch leicht zu erschließendes Gelände wurde nie gebaut und dies war mitverantwortlich für die spätere Stilllegung beider Stichstrecken wegen fehlender Rentabilität. Die Strecke nach Gehren wurde jedoch am 2. Dezember 1883 nach Großbreitenbach verlängert (siehe Hauptartikel Bahnstrecke Ilmenau–Großbreitenbach). Diese ursprünglich nicht geplante Strecke führte zu dem Kuriosum, dass der Bahnhof in Gehren nun ungeplant zum Kopfbahnhof wurde. Die geplante Weiterführung von Großbreitenbach nach Schönbrunn oder Katzhütte (welches die Schwarzatalbahn am 18. August 1900 von Rudolstadt aus erreichte) unterblieb jedoch. Hier hätte insbesondere der nur 7 km lange Anschluss nach Katzhütte die Rentabilität der Strecke enorm verbessert, aber er unterblieb wegen der schwierigen geologischen Situation.

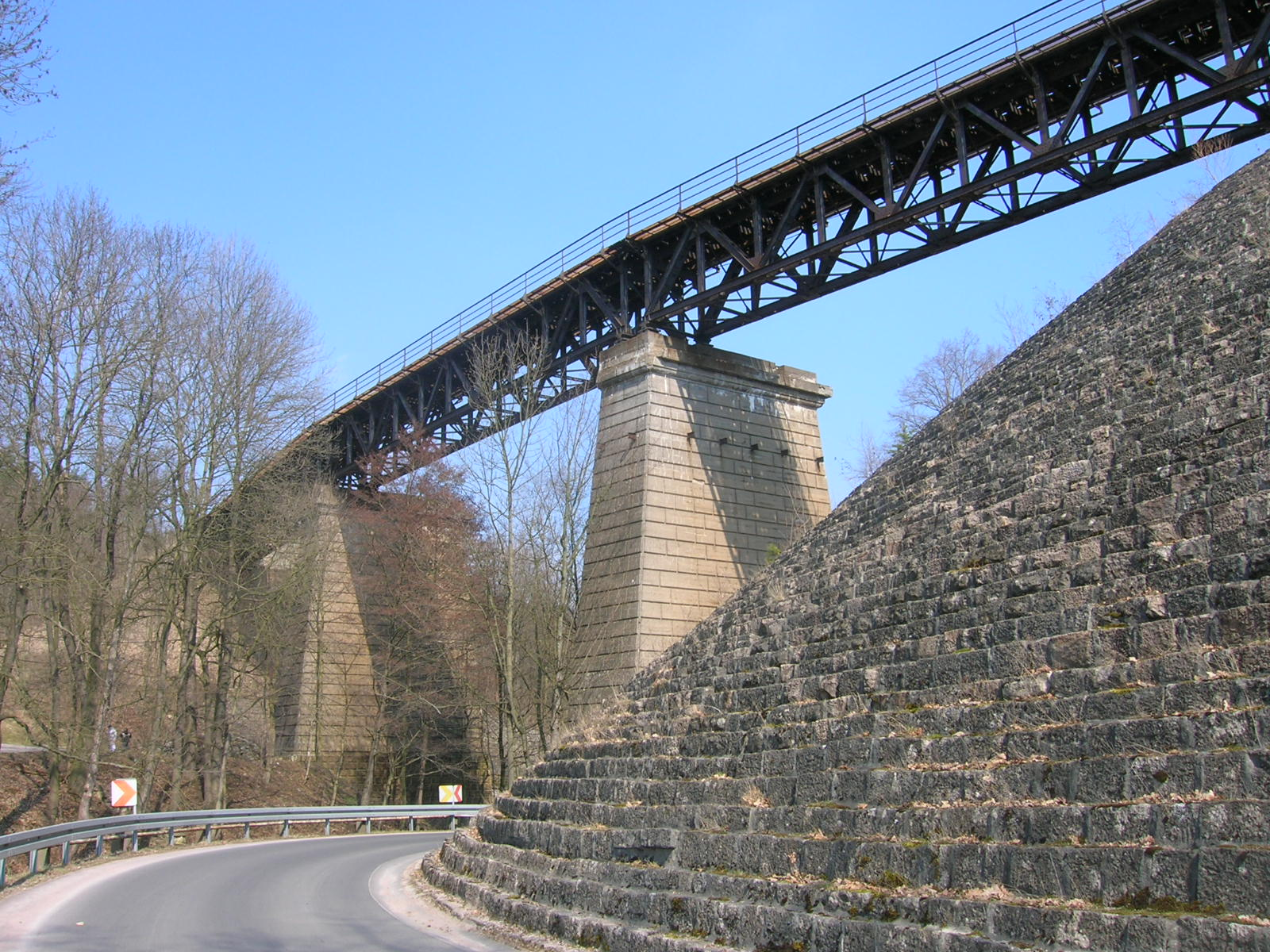
Angelrodaer Viadukt, 2006

In den letzten Kriegstagen des Zweiten Weltkrieges wurde die für das Kriegsgeschehen völlig bedeutungslose Brücke in Angelroda zur Sprengung vorbereitet. Angelrodaer Bürger, welche Schäden an ihren zum Teil unmittelbar an der Brücke stehenden Häusern befürchteten, verzögerten aber die Sprengung bis zum Eintreffen amerikanischer Truppen. In der Zeit des Kalten Krieges befürchtete man Sabotageakte auf die Brücke. Deshalb wurde sie von 1950 bis 1958/59 permanent militärisch bewacht.
Zu DDR-Zeiten trug die Strecke zunächst die Kursbuchnummer 189d, seit 1968 durch die Reichsbahndirektion Erfurt dann die DR-Nummer 622 auf dem Streckenabschnitt Erfurt-Schleusingen (0,0 km Erfurt Hbf – 22,6 km Arnstadt Hbf – 30,9 km Plaue (Thür) – 50,1 km Ilmenau – 64,3 km Rennsteig – 66,2 km Schmiedefeld – 81,9 km Schleusingen).
Im Sommer 1970 erfolgte eine Generalüberholung der Strecke. Der Oberbau wurde ausgetauscht und das Streckengleis häufig in die Mitte des Planums verlegt, da ein zweigleisiger Ausbau nicht mehr zu erwarten war.
In den Jahren 2012/2013 wurde die Strecke zwischen Plaue und Ilmenau unter mehrmonatiger Vollsperrung saniert und die Streckengeschwindigkeit auf 80 km/h erhöht. Auf zwei Kilometern Länge wurden angrenzende Felswände mit einer Spezialvernetzung gesichert. Die drei Stahlfachwerküberbauten des Viadukts bei Angelroda wurden mit Mobilkränen ausgehoben und anschließend instand gesetzt. Insgesamt waren 13 Mio. Euro für die Maßnahmen vorgesehen. Aufgrund starker Korrosionsschäden am Brückenüberbau konnte dieser nicht wie geplant Ende Oktober 2012 wieder eingehoben werden. Die Wiederinbetriebnahme der Strecke wurde vom 19. November 2012 zunächst auf den 16. Mai 2013 verschoben. Die ursprünglich in einem separaten Bauabschnitt geplante Sanierung des Abschnittes zwischen Elgersburg und Ilmenau wurde dagegen vorgezogen und sollte ebenfalls bis Mai 2013 abgeschlossen werden. Nach Einhub der sanierten Brückenüberbauten Mitte Juli 2013 erfolgte die Wiederinbetriebnahme der Strecke am 11. August 2013.
Die Bahnstrecke wurde im Dieselnetz Südthüringen ausgeschrieben. Den Zuschlag erhielt die Süd-Thüringen-Bahn, welche zum Fahrplanwechsel im Dezember 2017 die Erfurter Bahn als Betreiber ablöste.

### Unfälle und Betriebsstörungen
Im Winter 1928/29 fiel die Temperatur bis auf −38 °C. Dies führte für mehrere Tage zur Betriebseinstellung wegen der Vereisung der Wasserversorgung der Lokomotiven und der Weichen auf der Strecke.
Am 9. Januar 1935 entgleiste in Martinroda ein Güterzug bei der Ausfahrt in Richtung Ilmenau. Die Zuglok 94 1026 stürzte um und blieb an einen Berghang gelehnt mit ca. 45° Schräglage liegen. Sie wurde geborgen und repariert. Personenschäden sind nicht überliefert.
Am 6. Februar 1945 erfolgte die Bombardierung des Bw Arnstadt. Dieser Angriff kostete 70 Zwangsarbeiter das Leben, welche in unweit des Bw aufgestellten Baracken untergebracht waren.
Kurz vor Kriegsende beschoss eine P-38 Lightning bei Geraberg einen aus Arnstadt kommenden Personenzug, in welchem ebenfalls Menschen starben, darunter eine Schwangere.
Deutsche Soldaten sprengten sinnloserweise in den letzten Tagen des Krieges noch vereinzelt Brücken, wie die kleine Brücke über die Reichsstraße 88, die heutige B88, hinter Elgersburg. Diese wurde bis zum 1. Juli 1945 durch eine hölzerne Notbrücke ersetzt und 1948 durch den Einbau eines stählernen Überbaues endgültig wieder instand gesetzt.

### Auf der Strecke eingesetzte Fahrzeuge
Auf Grund des Charakters der Strecke als Gebirgsstrecke und Hauptbahn kamen auf ihr von Anfang an für dieses Streckenprofil geeignete Loks zum Einsatz. Flachlandrenner erreichten Ilmenau nur im Ausnahmefall. Den dreifach gekuppelten Tender- und Schlepptenderloks der TEG folgten recht bald preußische Dreikuppler wie die Güterzuglok G3, die Personenzugtenderlok pr. T91 und pr. T92 und später die pr. T11 (BR 740-3) mit 15 t Achslast. Schon ab 1900 kamen der Vierkuppler pr. G7 (eine preußische Güterzugtenderlokomotive) und die preußische Schnellzugtenderlok P42 zum Einsatz. Das BW Arnstadt hatte zum 1. Juli 1914 folgenden Lokbestand:
G42 (BR 530) 3829

G54 (BR 548-10) 4155, 4178

G72 (BR 557-13) 4614, 4628, 4654, 4659, 4660, 4661, 4662, 4674, 4680, 4704

G8 (BR 5516-22) 4804, 4807

pr. G10 (BR 5710-35) 5405, 5406, 5407, 5408

pr. P31 1626

pr. P41 (BR 360-4) 1805, 1836, 1926, 1927, 1928

pr. S4 (BR 135) 404 (ursprünglich in Bromberg beheimatet)

pr. S6 (BR 1310-12) 605 (ursprünglich in Altona beheimatet)

pr. T93 (BR 913-18) 7207, 7208 (beide ursprünglich in Danzig beheimatet), 7264, 7266 (beide ursprünglich in Bromberg beheimatet), 7287 (ursprünglich in Altona beheimatet)

pr. T13 (BR 925-10) 7902 (ursprünglich in Altona beheimatet)

pr. T15 (BR 9470) 8004, 8008, 8009, 8022, 8025 (keine der fünffach gekuppelten Güterzugloks wurde von der DRG 1920 übernommen)

pr. T16 (BR 942–4) 8112, 8113, 8117 (ursprünglich alle in Altona beheimatet)
Bis zum 1. April 1920, dem Gründungstag der DRG, kamen die ersten preußischen pr. T16 und pr. T161 als Ersatz für die störanfälligen T15 zum Einsatz. Diese von der DRG als BR 94 bezeichneten fünffach gekuppelten Tenderlokomotiven waren in der Lage, auch die hinter Ilmenau liegenden Steilstreckenabschnitte der Rennsteigbahn im Adhäsionsbetrieb befahren zu können. Diese Lokomotiven machten den bisherigen Zahnstangenantrieb auf den Steilabschnitten der Rennsteigbahn überflüssig. 1922 wurden deshalb alle Zahnradlokomotiven nach Suhl umbeheimatet.
1920 kamen preußische T18 (BR 78) für die Beförderung von Personenzügen zwischen Erfurt und Ilmenau zum Einsatz. Sie lösten die BR 740-3 (pr. T 11) ab. Die Beheimatung der 74 271 in Ilmenau ist bis 1925 aber noch gesichert.
Ab 1923 kamen Maschinen der Reihe pr. T20 (BR 950) zum Einsatz. Diese kräftigen Tenderlokomotiven beschleunigten den Verkehr und sie konnten auch größere Anhängemassen bewältigen. Ihr Einsatz ab 1923 verursachte jedoch vereinzelt Oberbauschäden, da diese Lokomotiven mit ihren über 19 t Achsfahrmasse klassische Hauptstreckenlokomotiven waren. Diese Hauptstrecken waren auf 20 t Achsfahrmasse verstärkt worden. Um die Lok weiter einsetzen zu können, kam es auch auf der Strecke Plaue-Ilmenau zur Oberbauverstärkung, obwohl die Strecke keine Hauptstrecke war.
Der Lokomotivbestand des Bw Arnstadt stellte sich am 1. Januar 1937 wie folgt dar:
BR 22 166, 167, 169, 170, 171, 210 (bevorzugter Einsatz auf den Strecken nach Oberhof und Saalfeld)

BR 5810–21 1920

BR 78 079, 082, 096, 122, 399, 424, 425, 503

BR 94 847, 924, 925, 976, 984, 985, 1007, 1026, 1141, 1146, 1167, 1168, 1566

BR 950 005, 020, 021, 022, 023, 024, 025, 027, 028, 029
Ab 1943 kamen auch Kriegslokomotiven der BR 52 und BR 42 auf der Strecke zum Einsatz.
Nach dem Krieg kam die bisher nicht auf der Strecke verkehrende BR 93 (pr. T 141) zum Einsatz.
Von Arnstadt aus verkehrten auch die dort beheimateten Kohlestaubloks der BR 449 und BR 589 auf der Strecke.
Ab dem Sommer 1956 kamen DR-Neubau-Dampfloks der Baureihe BR 6510 zum Einsatz. Diese leistungsfähigen Universal-Tenderloks beherrschten schon bald den Zugverkehr auf der Verbindung nach Ilmenau. Am 23. September 1977 ging mit dem letzten Plandampfeinsatz der 65 1042 auf der Strecke aber endgültig eine Ära zu Ende. Im Steilstreckenbereich Ilmenau–Schleusingen konnten sich die Dampflokomotiven der BR 94 nur bis 1971 halten, dann übernahmen die BR 1182-4 sowie später die modernisierte Ausführung BR 1186-8 die Bespannung bei gleichzeitig höherer Leistung. Die BR 1182-4(6-8) war die einzige deutsche Großdiesellok mit voller Nebenbahnfähigkeit, denn sie hatte nur 15,6 t Achslast, jedoch 2000 (BR 1182-4) bis 2400 (BR 1186-8) PS und war somit für die Steilstrecken hinter Ilmenau bestens geeignet.
Der Lokbestand des Bw Arnstadt vom 1. Januar 1975 zeugt vom absehbarenen Ende des Dampfbetriebes:
BR 449 9232 (Kohlenstaub)

BR 6510 1004, 1008, 1012, 1029, 1036, 1039, 1040, 1041, 1042, 1046, 1048, 1049, 1050, 1054, 1061, 1073

BR 94 1601

BR 106 310, 449, 454, 494, 648, 789, 798

BR 1182-4 349, 406

BR 120 004, 005, 037, 056, 060, 064, 066, 080, 288, 290, 292, 300
Die Lokomotiven der BR 120 wurde 1982 durch leistungsstärkere der BR 131 ersetzt. Diese schweren Güterzuglokomotiven wurden im Sommer auch vor Personenzügen eingesetzt. Die fehlende Zugheizeinrichtung verhinderte aber den Einsatz in den kälteren Jahreszeiten. Die mit Zugheizung versehenen Hauptstreckendiesellokomotiven der BR 132 verkehrten ab Mitte der 1980er Jahre auf der Strecke, sie waren ab 1987 auch im Bw Arnstadt beheimatet. Für die Steilstreckenabschnitte waren die BR 120 und BR 131/132 aber zu schwer. Sie blieben der BR 1186-8 vorbehalten. Im Jahr 1992 wurden Loks der BR 213 der ehemaligen DB nach Erfurt umgesetzt und lösten die Loks der inzwischen in BR 228 umbezeichneten BR 1186–8 ab.
Erst nach der Wende kamen auch Lokomotiven der BR 119 auf der Strecke zum Einsatz. Sie erwiesen sich auch hier als störanfällig und wurden von Triebwagen der Baureihe 628 abgelöst.

### Aktueller Zugbetrieb

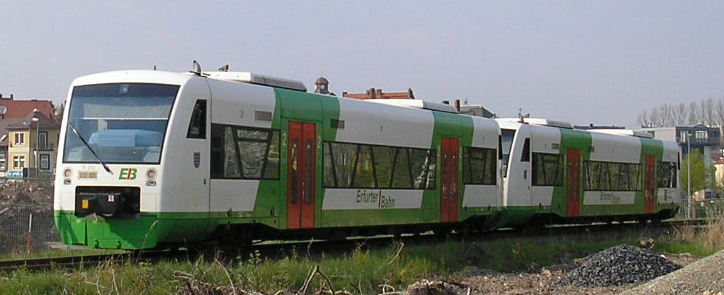
Dieseltriebwagen der Erfurter Bahn bei Ilmenau

Der Abschnitt Plaue–Ilmenau wird im Stundentakt von der Linie RB 46 (Erfurt–Arnstadt–Ilmenau, Kursbuchstrecke 566) der Süd-Thüringen-Bahn befahren. Zusätzlich verkehren werktäglich 4 Zugpaare der Linie RE 45 auf der gleichen Strecke. Zum Einsatz kommen dabei meist zwei Dieseltriebwagen des Typs Regio-Shuttle (150 Sitzplätze). Die Süd-Thüringen-Bahn betreibt seitdem ebenfalls einen personenbesetzten Fahrkartenschalter im Bahnhof Ilmenau.
Seit dem Fahrplanwechsel im Juni 2014 verkehrten Züge der Erfurter Bahn an Wochenenden und Feiertagen bis zum Bahnhof Rennsteig. Auf der Strecke zwischen Ilmenau und Rennsteig wurden an den Betriebstagen vier Zugpaare eingesetzt. Erst Ende 2017 stand fest, dass die Süd-Thüringen-Bahn ab dem Fahrplanwechsel im Dezember für elf Jahre und damit über die gleiche Laufzeit wie das Dieselnetz Südthüringen auch den Rennsteig-Shuttle betreiben wird.
Beide Linien sollen ab Dezember 2028 bis 2041 im neu geschaffenen im Mittelthüringer Akku-Netz mit batterieelektrischen Fahrzeugen betrieben werden. Die Ausschreibung dieses Netzes gewann DB Regio. Das Rennsteig-Shuttle als optionaler Teil des Netzes ist kein Teil des Zuschlages, soll jedoch weiterhin angeboten werden.

## Ilmenau–Schleusingen (Rennsteigbahn)

### Streckenverlauf

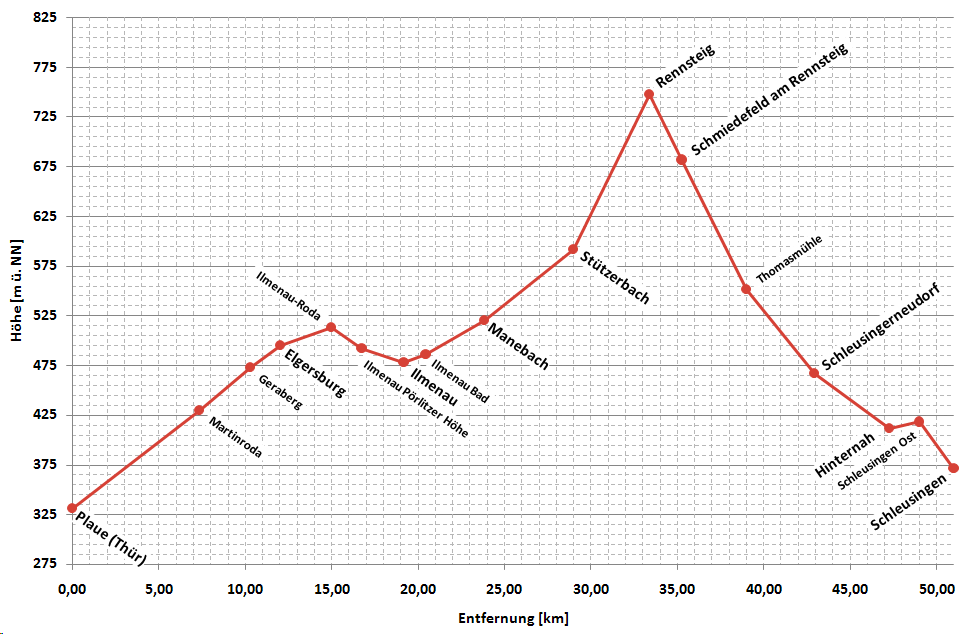
Vereinfachtes Höhenprofil des Abschnittes Plaue–Schleusingen

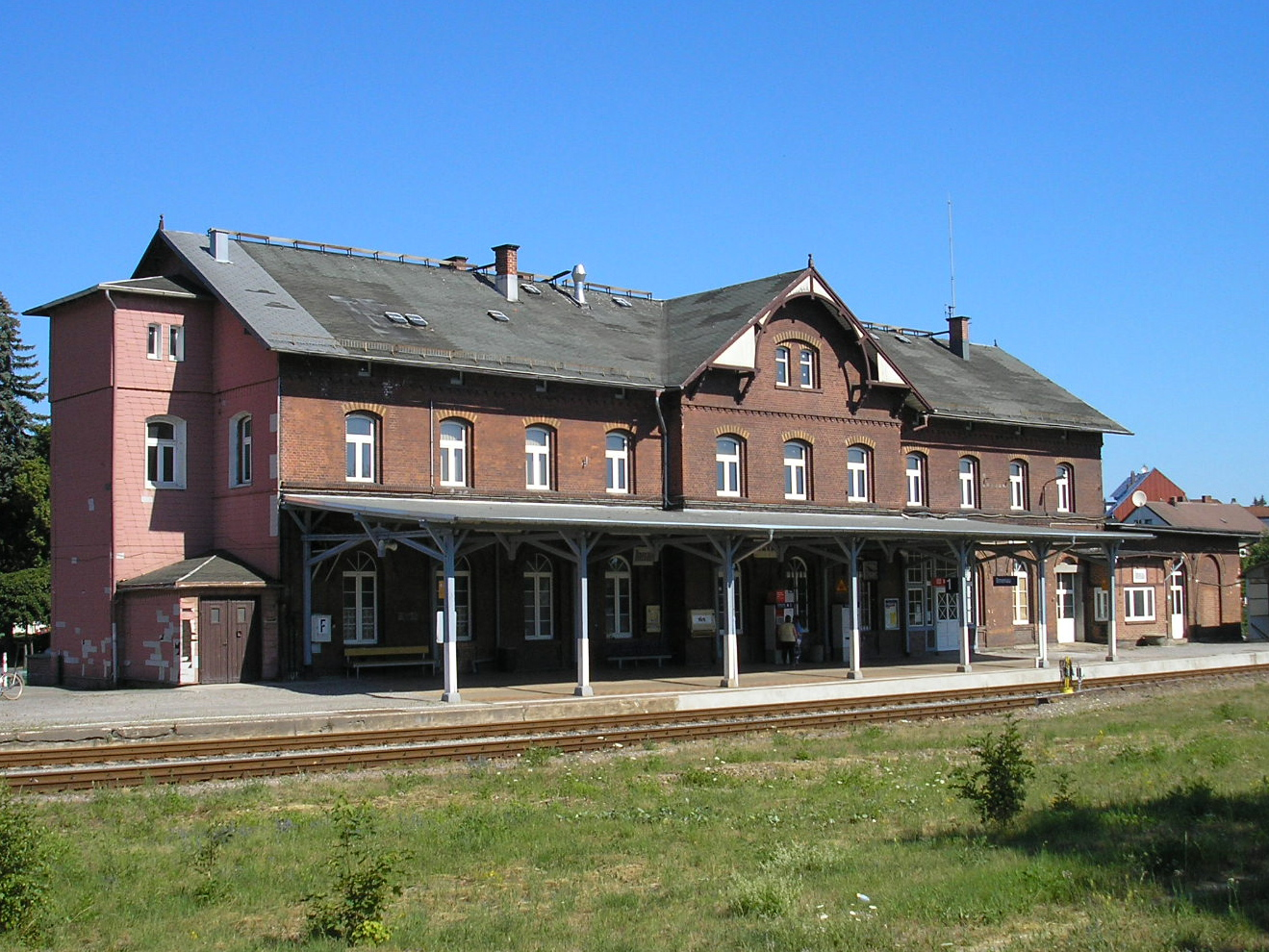
Bahnhof Ilmenau (2006)

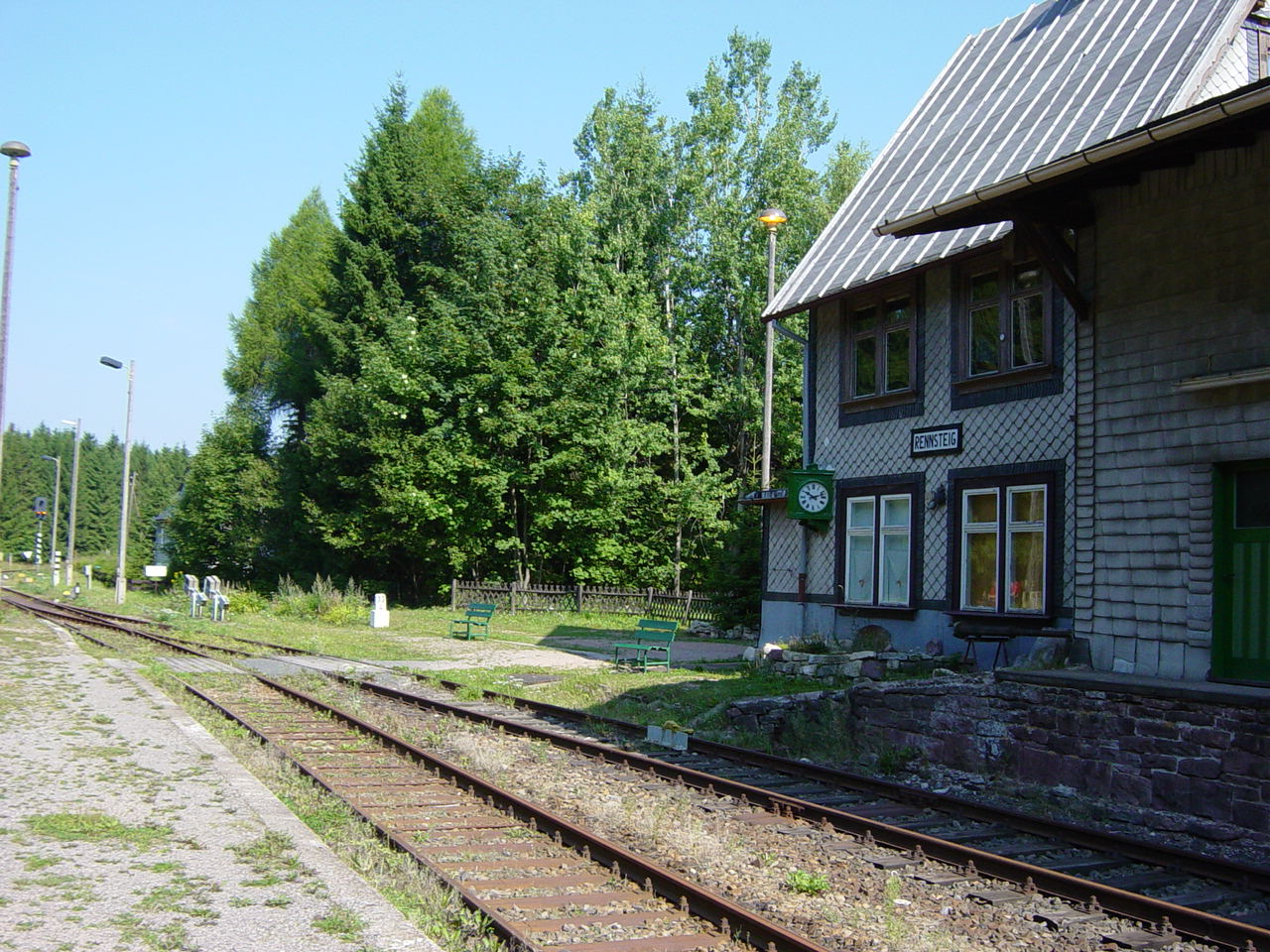
Bahnhof Rennsteig

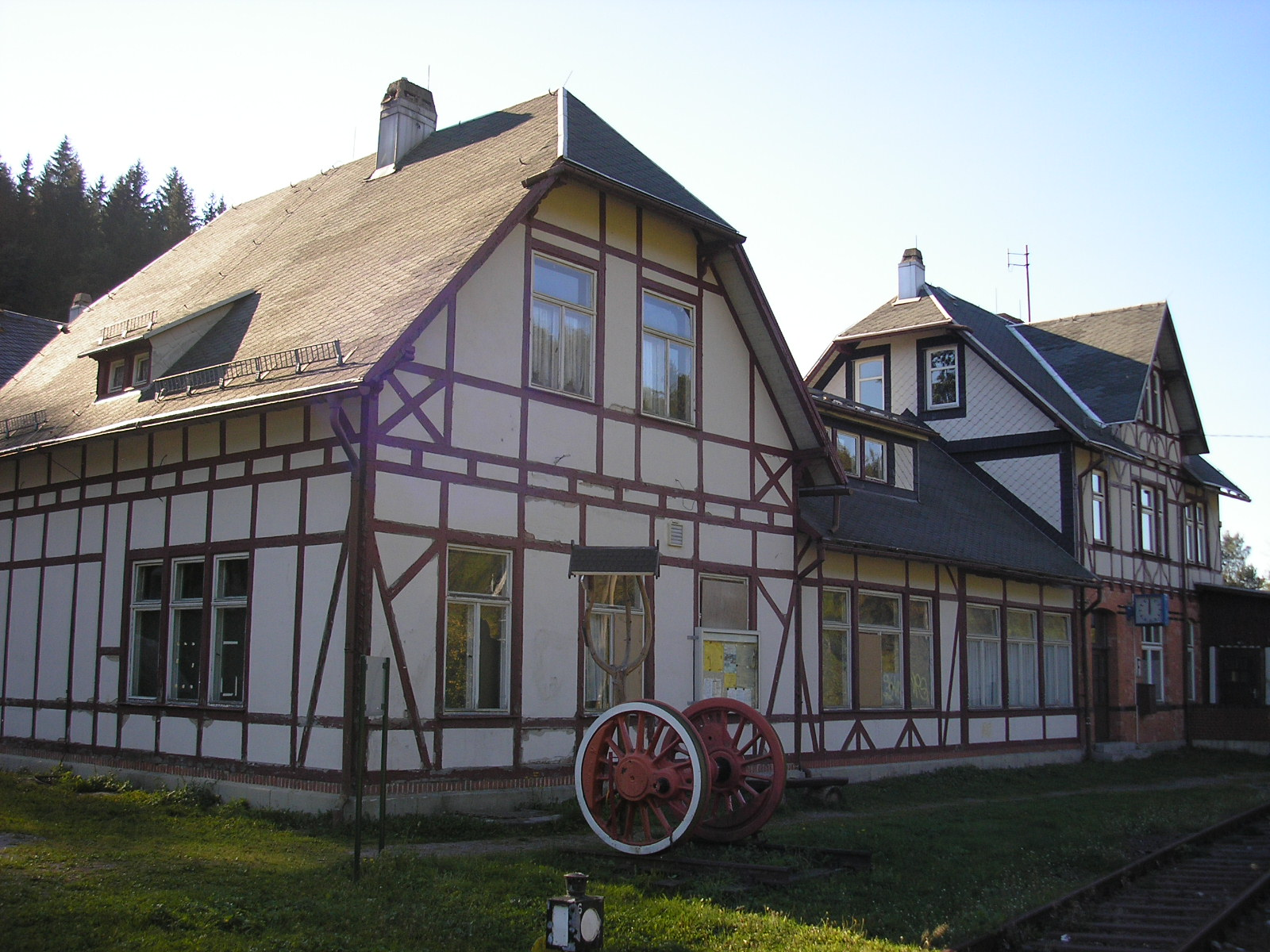
Bahnhof Stützerbach

Der Abschnitt Ilmenau–Schleusingen hat eine Länge von 31,8 km. Gleich hinter dem Bahnhof Ilmenau zweigte die 1998 stillgelegte Strecke nach Großbreitenbach ab. In einer langgezogenen Rechtskurve zieht sich die Strecke 1,3 km durch das Ilmenauer Stadtgebiet zum Bahnhof Ilmenau Bad. Von hier aus folgt die Strecke dem Ilmtal am Fuß des Kickelhahns nach Manebach. Der Bahnhof befindet sich im unteren Teil des etwa zwei Kilometer langen Straßendorfes. Die Strecke folgt weiter dem Ilmtal durch den Meyersgrund, in dem sich bis 1920 ein weiterer Haltepunkt befand, nach Stützerbach. Der Bahnhof befindet sich am Ortsanfang im Tal. Die Trasse trennt sich hier von der Bundesstraße 4 (B 4). Diese verläuft bis hier ebenfalls im Ilmtal, um dann in Serpentinen zum Rennsteig hinaufzuführen. Hinter Stützerbach beginnt der erste Steilstreckenabschnitt der Strecke. Auf einer Strecke von 4,4 km wird hier ein Höhenunterschied von 156 m überwunden. Die Trasse der Rennsteigbahn folgt zunächst der Lengwitz. Im Tal des Göpfersbachs folgt dann der steilste Streckenabschnitt nördlich des Rennsteigs mit einer Steigung von teils über 60 ‰. Der Scheitelpunkt der Strecke befindet sich am Spitzkehrenbahnhof Rennsteig auf einer Höhe von 747,7 m ü. NN. Hinter dem Bahnhof Rennsteig führt die Strecke auf dem nächsten Steilstreckenabschnitt (59 ‰) abwärts, um nach zwei Kilometern Schmiedefeld am Rennsteig zu erreichen. Hinter Schmiedefeld führt die Strecke am rechten Hang des Nahetals entlang. Hier befinden sich zwei weitere Steilstreckenabschnitte mit 59 ‰ Neigung. Bei Schleusingerneundorf erreicht die Trasse den Talboden der Nahe und verläuft neben der B 4 in den Bahnhof. Hinter Schleusingerneundorf weitet sich das Tal und die Strecke verläuft weiterhin neben der Straße. Sie führt dann direkt durch Hinternah, wo die Vorgebirgslandschaft beginnt. Kurz vor dem Haltepunkt Schleusingen Ost verlässt die Strecke die Nahe. Hier beginnt der letzte Steilstreckenabschnitt (59 ‰) hinab in das Erletal. Hier trifft die Strecke auf die Gleise der Bahnstrecke Suhl–Schleusingen und führt in den Bahnhof Schleusingen.

### Geschichte

Geschobener Zug vor Schleusingen Ost um 1910

Erste Planungen für eine Eisenbahnstrecke von Ilmenau über Stützerbach nach Suhl gab es im Jahr 1868. Dieses Projekt scheiterte an aufwändigen Bauwerken sowie daran, dass die Zustimmung unterschiedlicher Länder notwendig war.
Schleusingen gehörte seit 1815 zu Preußen. In der Umgebung befanden sich viele Glas- und Porzellanmanufakturen. Nachdem 1888 die Strecke von Schleusingen nach Themar gebaut worden war, versuchten Schleusinger Stadtverordnete, die preußische Regierung von der Notwendigkeit und Rentabilität einer Bahnstrecke nach Ilmenau zu überzeugen, um die wirtschaftliche Entwicklung weiter voranzutreiben. 1899 fiel die Entscheidung, die Strecke zu bauen. Noch im selben Jahr begannen Vermessungsarbeiten; 1903 wurde der Bau der Strecke begonnen. Die Baumaßnahmen dauerten 15 Monate. Die Baukosten betrugen statt der geplanten 4,4 Millionen nur 3 Millionen Mark, unter anderem, weil zahlreiche Gastarbeiter am Bau beteiligt waren. Der Betrieb wurde im August 1904 als Zahnradbahn aufgenommen.
Von 1913 bis 1965 bestand am Bahnhof Rennsteig Anschluss an die Bahnstrecke Rennsteig–Frauenwald.
Hatte die Strecke bis zum Ende des Zweiten Weltkriegs nur eine lokale Bedeutung, so änderte sich dies nach der Gründung der DDR. Da viele weiter entfernte Reiseziele anfangs schwer und später gar nicht mehr erreichbar waren, erlebte der Tourismus in den Thüringer Wald seine Blütezeit. So gab es durchgehende Urlaubszüge von Schmiedefeld bis Berlin; das DR-Kursbuch 1990/1991 nennt ein tägliches Zugpaar Schmiedefeld-Magdeburg.
Der Güterverkehr war auf der Steilstrecke Stützerbach–Schleusingen schon am 1. Januar 1970 eingestellt worden. Auf der übrigen Strecke wurde er am 31. Dezember 1993 eingestellt.
Noch nach der Wende in der DDR gab es auf dieser Nebenstrecke Eilzugverkehr von Themar nach Erfurt und in Gegenrichtung. Am 23. Mai 1998 wurde der planmäßige Schienenpersonennahverkehr eingestellt.

### Nutzung ab 1998
Die Strecke von Ilmenau nach Schleusingen wurde 2003 vom Eisenbahnverkehrs- und -infrastrukturunternehmen Rennsteigbahn GmbH & Co KG übernommen, welches die Strecke unterhält und privat organisierte Museumsfahrten darauf durchführt, meist mit Dampfloks der Baureihe 94.5–17. Ab Inkrafttreten des Jahresfahrplans 2006 gab es wieder planmäßigen Verkehr zwischen Ilmenau und Ilmenau Bad sowie an den Wochenenden von Ilmenau nach Stützerbach, der von der Erfurter Bahn durchgeführt wurde. Dieser wurde jedoch im Dezember 2007 wieder eingestellt. Ende 2009 gab es Meldungen, dass ein Wochenend- und Feiertagsverkehr von Ilmenau zum Bahnhof Rennsteig geplant sei. Diese Meldung wurde im April 2014 erneuert und als Probebetrieb von Erfurt zum Rennsteigbahnhof mindestens bis 2016 beim mdr angekündigt.
Zum 15. Juni 2014 sollte die Erfurter Bahn den Betrieb auf der Strecke aufnehmen, indem Sonn- und Feiertags alle zwei Stunden die Bahn von Erfurt nach Ilmenau bis zum Bahnhof Rennsteig verlängert werden sollte. Nachdem es der Landrätin Petra Enders gelungen war, alle beteiligten Nachbarlandkreise und Verkehrsgesellschaften in das Projekt einzubinden, versagte Verkehrsminister Christian Carius der Betriebsaufnahme die Zustimmung, da die nahezu parallel verlaufende Buslinie 300 nicht eingestellt worden sei. Die Zeitung Freies Wort vermutete persönliche Animositäten zwischen Landrätin und Verkehrsminister im Zuge der bevorstehenden Landtagswahlen als tatsächlichen Grund der Verweigerung der vorher zugesagten Unterstützung.
Am 10. Juni 2014 unterschrieb Verkehrsminister Christian Carius jedoch letztlich den Verkehrsvertrag und Landrätin Petra Enders sagte zu, bis September 2014 die Busverbindungen auf der Linie 300 anzupassen. Die Erfurter Bahn betreibt und vermarktet das Angebot unter dem Namen „RennsteigShuttle“ als Verlängerung der RB 46. Bis zum 26. August 2014 fuhren insgesamt 9.476 Fahrgäste mit diesen Zügen. Dabei wurden 1.041 Fahrräder transportiert. Von 2014 bis zum Fahrplanwechsel am 13. Dezember 2020 galt für das RennsteigShuttle ein Sondertarif, der durch den normalen DB-Tarif abgelöst wurde. Seit 2017 werden die 4 Fahrten von und zum Bahnhof Rennsteig von der Süd-Thüringen-Bahn betrieben.
Das Land Thüringen übergab der Rennsteigbahn im Juni 2018 einen Zuwendungsbescheid über knapp 2,4 Millionen Euro für die Sanierung der Strecke.
Im Herbst 2024 sollten einige Sonderfahrten zwischen Ilmenau und Schleusingen mit der Baureihe 118 (228) stttafinden. Diese wurden auf Grund des schlechten Oberbauzustandes (Holzschwellen) zwischen Schleusingen und Bahnhof Rennsteig vom Infrastrukturbetreiber kurzfristig abgesagt.

### Betriebliche Besonderheiten

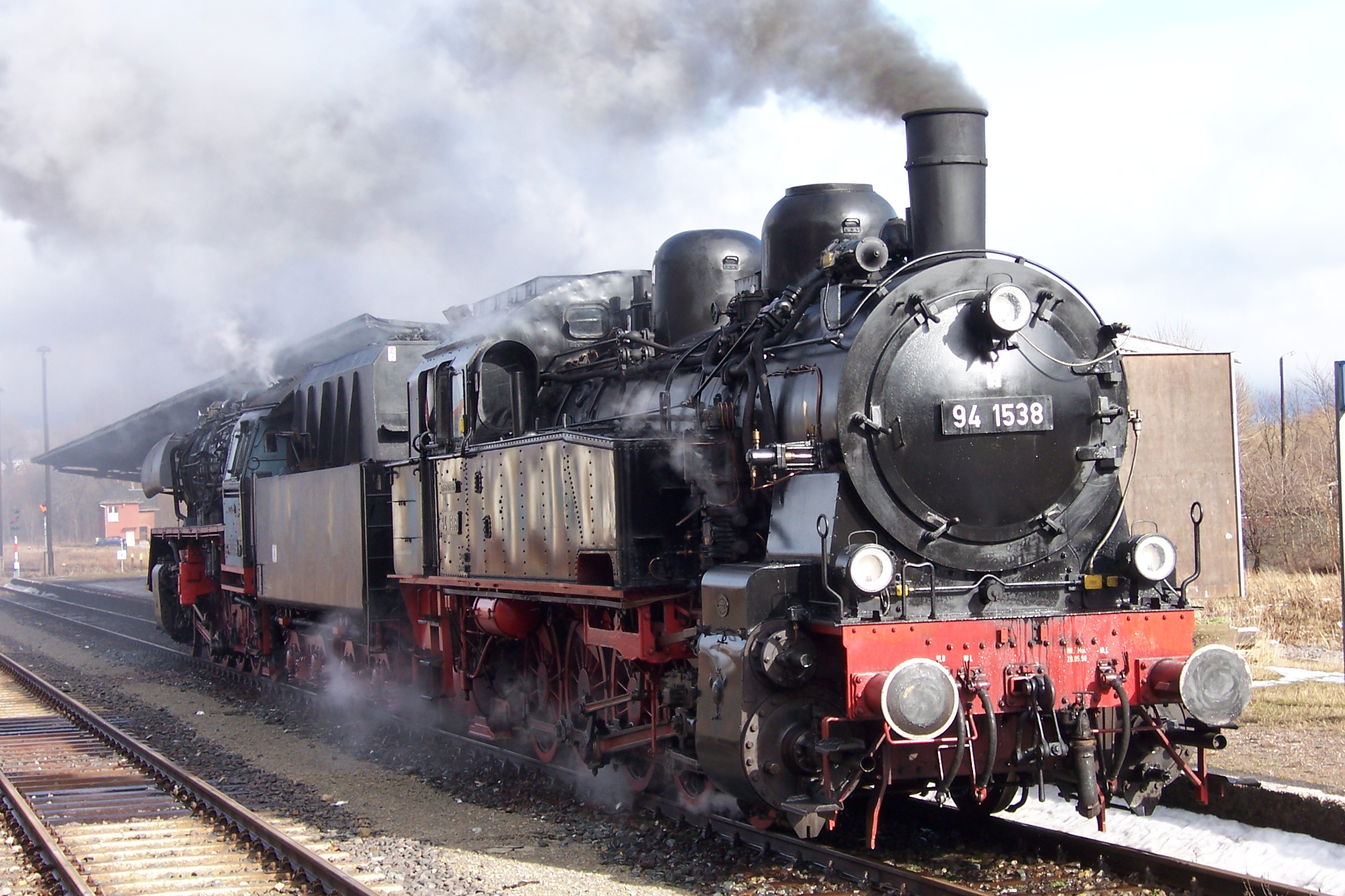
Diese Dampflokomotive der Baureihe 94.5–17 kommt noch heute bei Sonderfahrten zum Einsatz

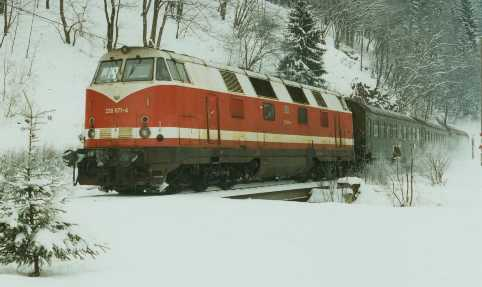
Ein Zug bei Stützerbach im Winter 1994

Die Strecke gehört zu den steilsten noch befahrenen Steilstrecken Deutschlands im Reibungsbetrieb. Die maximale Neigung beträgt 61,2 ‰. Bis 1927 wurde sie teilweise im Zahnstangenbetrieb befahren und war damit die erste Zahnradbahn der Preußischen Staatseisenbahn. Die Zahnstangen nach dem System Abt mit zwei Lamellen waren auf mehreren Abschnitten verlegt:
- zwischen Stützerbach und Bahnhof Rennsteig auf 2,12 Kilometer Länge (Streckenkilometer 30,81 bis 32,93) mit 60,1 ‰ Steigung
- zwischen Rennsteig und Schmiedefeld am Rennsteig auf 1,2 Kilometer Länge (Streckenkilometer 33,93 bis 35,13) mit 54,4 ‰ Steigung
- zwischen Schmiedefeld und Thomasmühle auf 1,18 Kilometer Länge (Streckenkilometer 35,76 bis 36,94) mit 57,8 ‰ Steigung und 1,05 Kilometer Länge (Streckenkilometer 37,88 bis 38,39) mit 60,6 ‰ Steigung
- zwischen Schleusingen-Ost und Schleusingen auf 0,75 Kilometer Länge (Streckenkilometer 49,24 bis 49,99) mit 61,2 ‰ Steigung

Die Dampflokomotiven der Baureihe T 26 mussten auf den Zahnstangenabschnitten immer auf der Talseite stehen. Deshalb wurden die Züge bergwärts geschoben. Um einerseits am Scheitelpunkt im Bahnhof Rennsteig nicht noch einmal umsetzen zu müssen und damit die Lokomotiven zusätzlich immer mit dem Schornstein zur Bergseite stehen konnten, wurde dieser Bahnhof in Form einer Spitzkehre angelegt. Auf diese Weise war sichergestellt, dass das Kesselwasser auf den Steilstreckenabschnitten immer in ausreichender Höhe über der Decke der Feuerbüchse stand.
Recht bald suchte man nach Alternativen zum personal- und kostenintensiven Zahnradbahnbetrieb (unter anderem war die Wartung der Zahnradlokomotiven und Zahnstangenabschnitte insbesondere im Winter aufwändig und teuer). Bereits 1923 wurden als Alternative sowohl die Baureihe 94.5–17 als auch die Baureihe 95 getestet. Die Maschinen der Baureihe 95 erwiesen sich aber als zu schwer, da sie Schäden am Oberbau verursachten. Die Versuche mit der Baureihe 94.5-17 waren jedoch zufriedenstellend und so erfolgte die Umstellung des Zugbetriebes auf Adhäsionsbetrieb im Jahr 1927 mit den steilstreckentauglichen (mit Riggenbach-Gegendruckbremsen) Dampflokomotiven, welche jetzt wegen der flächendeckenden Einführung der selbsttätigen Druckluftbremse sowie verstärkter Zugeinrichtungen die Züge auch bergwärts zogen.
Seit den 1950er Jahren bestanden die Reisezüge meist aus einer zweiteiligen Doppelstockeinheit. Ab 1971 wurden die sechsachsigen Diesellokomotiven der DR-Baureihe 118 eingesetzt, die bei maximaler Steigung noch eine Last von 155 t anfahren konnten. Die Fahrzeit auf der Kursbuchstreckennummer 622 betrug für die 32 Kilometer zwischen Ilmenau und Schleusingen mindestens 70 Minuten. Ab 1995 verkehrte die Baureihe 213.
Auf Steilstrecken werden von den Lokomotiven stets drei unabhängige Bremssysteme verlangt. Im Sommer 2006 fanden auf der Rennsteigbahn Testfahrten mit Triebwagen der Baureihe 612 sowie mit Regio-Shuttles der BR 650 statt, um vor allem die Bremssysteme dieser Baureihe auf ihre Steilstreckentauglichkeit zu testen. Die Versuche wurden mit dem Ziel durchgeführt, diese Triebwagen für die Strecke zuzulassen. So dürfen seit Anfang 2007 die Regioswinger (Baureihe 612) den Rennsteig passieren. Am 24. März 2007 befuhr erstmals der 612 176 die Strecke als nichtöffentlicher Sonderzug und konnte so die Eignung für die Rennsteigbahn belegen. Im Januar 2011 befuhren Triebwagen der DB Regio (BR 612) die Strecke als öffentliche Sonderzüge. Am 24. Januar 2014 hat das Eisenbahn-Bundesamt schließlich auch den Regio-Shuttles der Erfurter Bahn nach mehrjähriger Erstellung eines neuen Regelwerks die Steilstreckenzulassung ohne zusätzliche Umbauten erteilt.

## Schleusingen–Themar

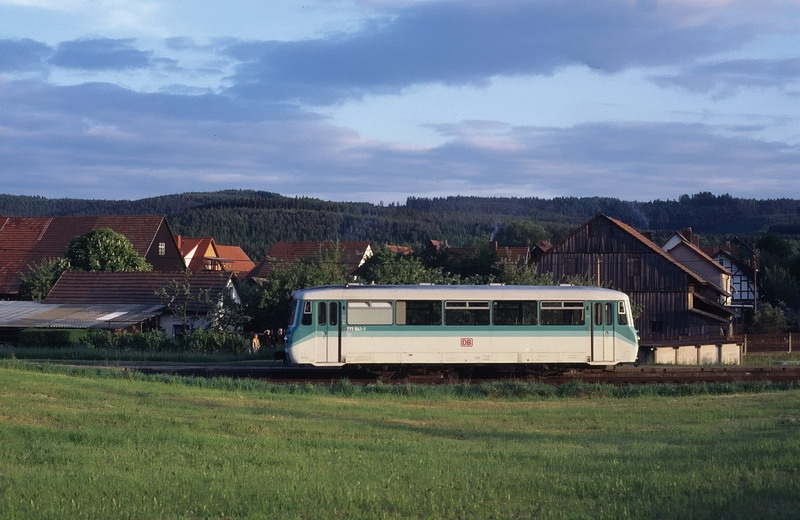
LVT-Baureihe 771 am Haltepunkt Rappelsdorf, Mai 1998

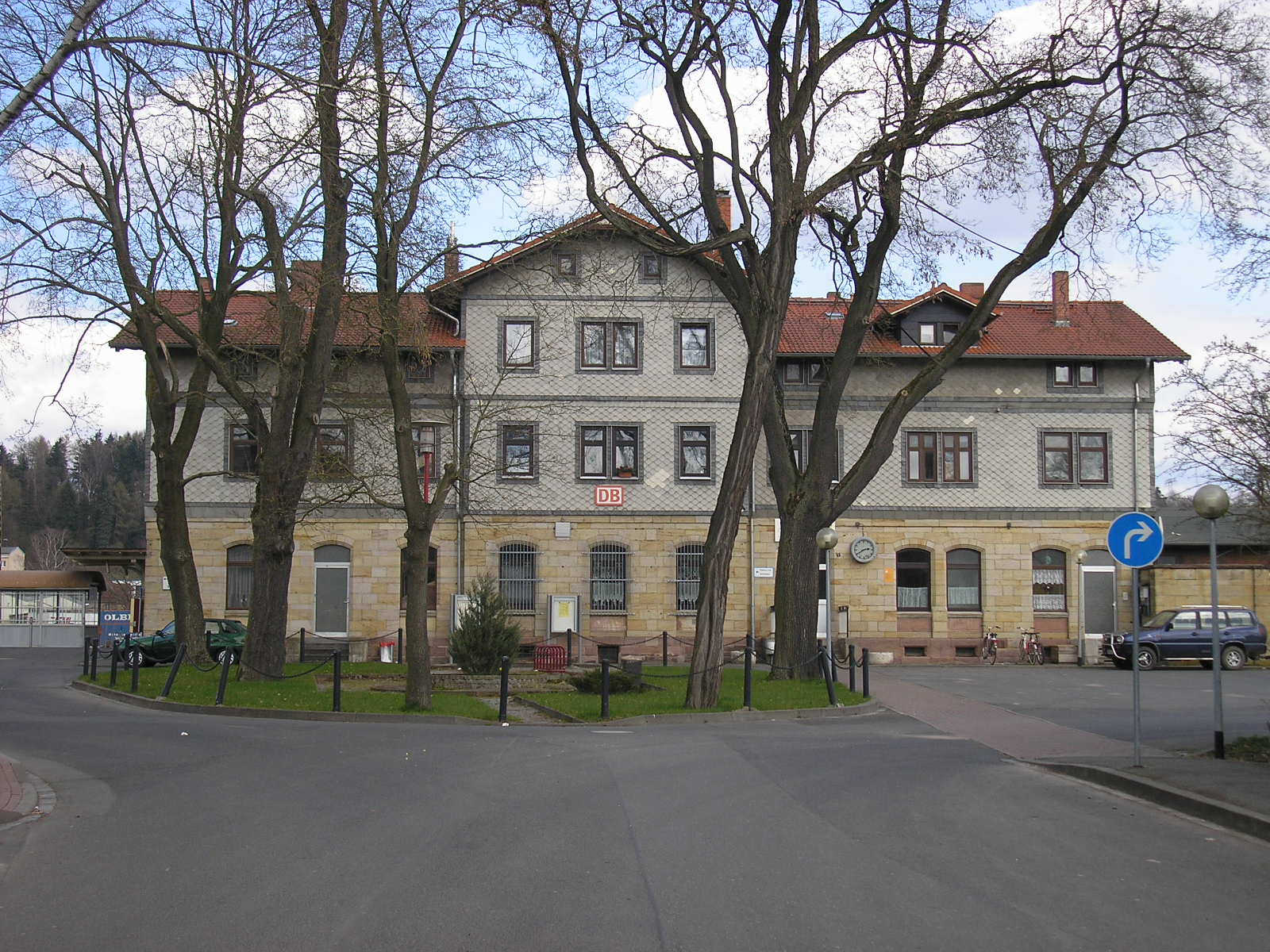
Bahnhof Themar

Diese Bahnstrecke wurde 1888 von der Werra-Eisenbahn-Gesellschaft eröffnet, um Schleusingen nun an die Werrabahn anzuschließen, womit ein wichtiger Faktor für die Wirtschaft geschaffen und somit auch eine Belebung der Rennsteigregionen um Schmiedefeld möglich war. Der damalige Schleusinger Oberbürgermeister Ludwig Becker hatte lange um sie gekämpft, so wie er es auch später bei der Rennsteigbahn Ilmenau–Schleusingen tat. 1895 ging die Bahnstrecke durch Kauf an die Preußischen Staatseisenbahnen über.
Am 16. Juni 1998 wurde der planmäßige Verkehr beendet. So war Schleusingen nach der Einstellung wenige Wochen zuvor auf der Rennsteigbahn und am 31. Mai 1997 auf der Friedbergbahn wieder komplett vom Bahnnetz abgetrennt.
Im Jahre 2003 pachtete die Rennsteigbahn GmbH mit der Rennsteigbahn auch die Bahnstrecke Schleusingen–Themar. Die gelegentlichen Sonderfahrten von Ilmenau bzw. Stützerbach erreichen auch Kloster Veßra und Themar. Gelegentlich finden Sonderfahrten der Süd-Thüringen-Bahn mit RegioShuttles zwischen Themar und Schleusingen statt. Die Rennsteigbahn GmbH führt bei Bedarf Güterverkehr durch. Zeitweise fuhren bis zu zweimal wöchentlich Holzzüge von Schleusingen über Themar nach Schweinfurt, von wo das Holz teilweise bis nach Österreich und Tschechien transportiert wurde. Im März und April 2006 wurde für diesen Zweck sogar regulär eine Dampflokomotive Baureihe 52 der IGE Werrabahn Eisenach e. V. eingesetzt.

## Rennsteigbahn GmbH & Co. KG

Logo der RennsteigBahn GmbH

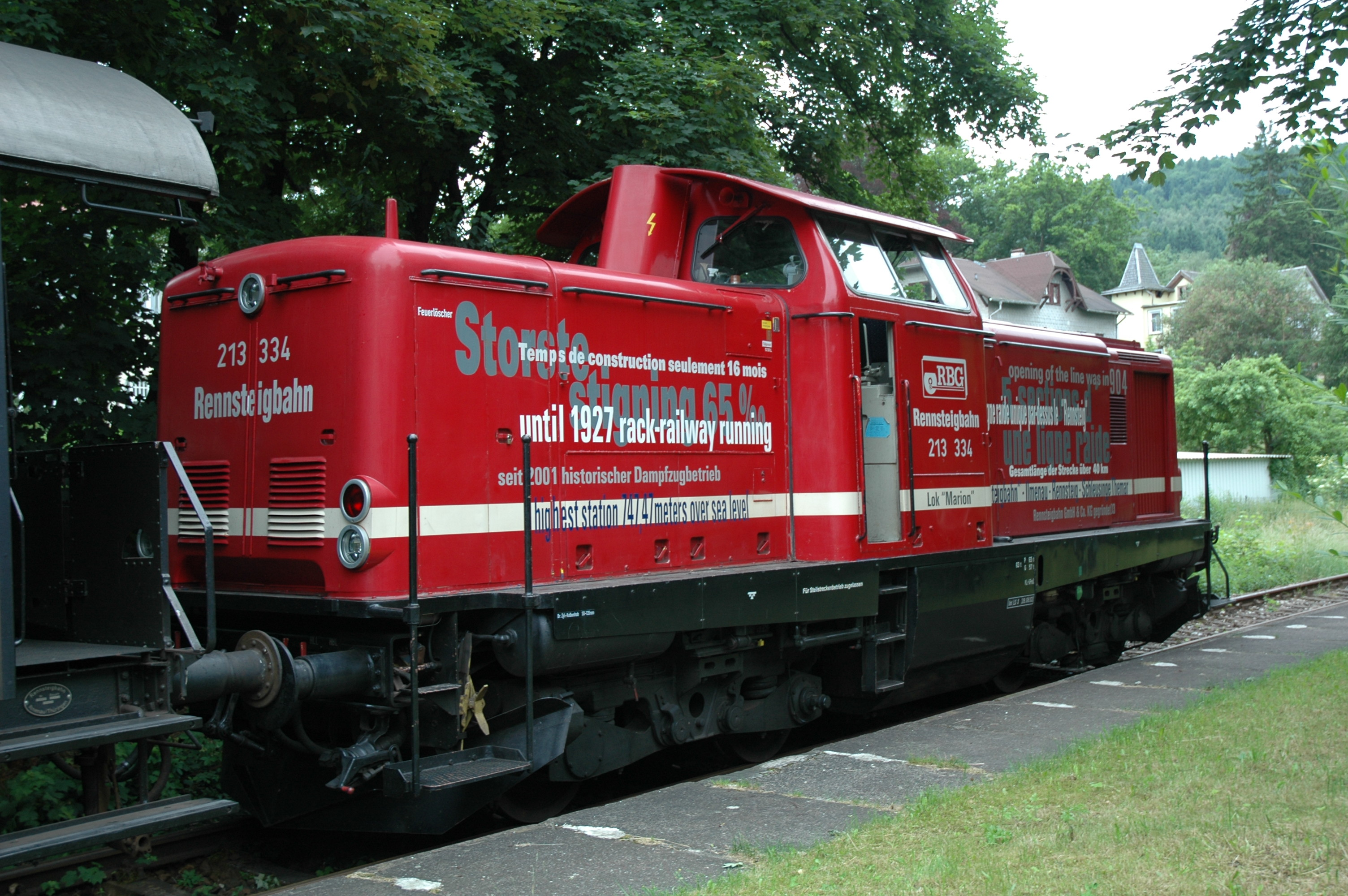
Steilstreckentaugliche Diesellokomotive (Baureihe 213) der Rennsteigbahn GmbH & Co KG bei einer Touristikfahrt im Bahnhof Ilmenau Bad

Die Rennsteigbahn GmbH & Co KG (www.rennsteigbahn.de) ist ein privates Eisenbahnverkehrsunternehmen und Eisenbahninfrastrukturunternehmen mit Sitz in Ilmenau, welches für die Strecken Ilmenau–Themar und Schleusingen–Suhl verantwortlich ist. Als Eigentümer veranstaltet das Unternehmen zusammen mit den Dampfbahnfreunden mittlerer Rennsteig e. V. an mehreren Wochenenden im Jahr auf der Strecke Ilmenau–Bahnhof Rennsteig–Themar Nostalgiefahrten.
Einige Jahre wurden Holztransporte sowie ein Müllversand nach Leuna durchgeführt. Auch wurde der Glasversand für ein Schleusinger Glaswerk wieder reaktiviert. Seit 2021 werden diese Fahrten durch ein anderes EVU durchgeführt.